# Hadrut
Hadrut (orm. Հադրութ) – miasto w rejonie Xocavənd w Azerbejdżanie.

## Historia
Miejscowość wraz z okolicznymi terenami wchodziła w skład chanatu karabaskiego, a od 1822 w skład Imperium Rosyjskiego. W czasach radzieckich Hadrut było częścią Nagorno-Karabachskiego Obwodu Autonomicznego. W czasie wojny o Górski Karabach miasto zostało zajęte przez siły ormiańskie i weszło w skład nieuznawanej przez społeczność międzynarodową Republiki Górskiego Karabachu. W październiku 2020 roku miasto zostało zdobyte przez wojska Azerbejdżanu.

## Klimat
Klimat umiarkowany ciepły. Opady deszczu są znaczące, występują nawet podczas suchych miesięcy. Klasyfikacja klimatu Köppena-Geigera Cfa. Na tym obszarze średnia temperatura wynosi 12,0 °C. W ciągu roku średnie opady wynoszą 465 mm. Najsuchszym miesiącem jest styczeń z opadami na poziomie 22 mm. W maju opady osiągają wartość szczytową ze średnią 79 mm. Różnica w opadach pomiędzy najsuchszym a najbardziej mokrym miesiącem wynosi 57 mm. Najcieplejszym miesiącem w roku jest lipiec ze średnią temperaturą 23,1 °C, z kolei najzimniejszym miesiącem jest styczeń ze średnią temperaturą 0,8 °C. Wahania roczne temperatur wynoszą 22,3 °C.

## Turystyka
Miasto znajduje się na trasie znakowanego szlaku turystycznego Czanapar (Hadrut–Kolatağ).

## Galeria

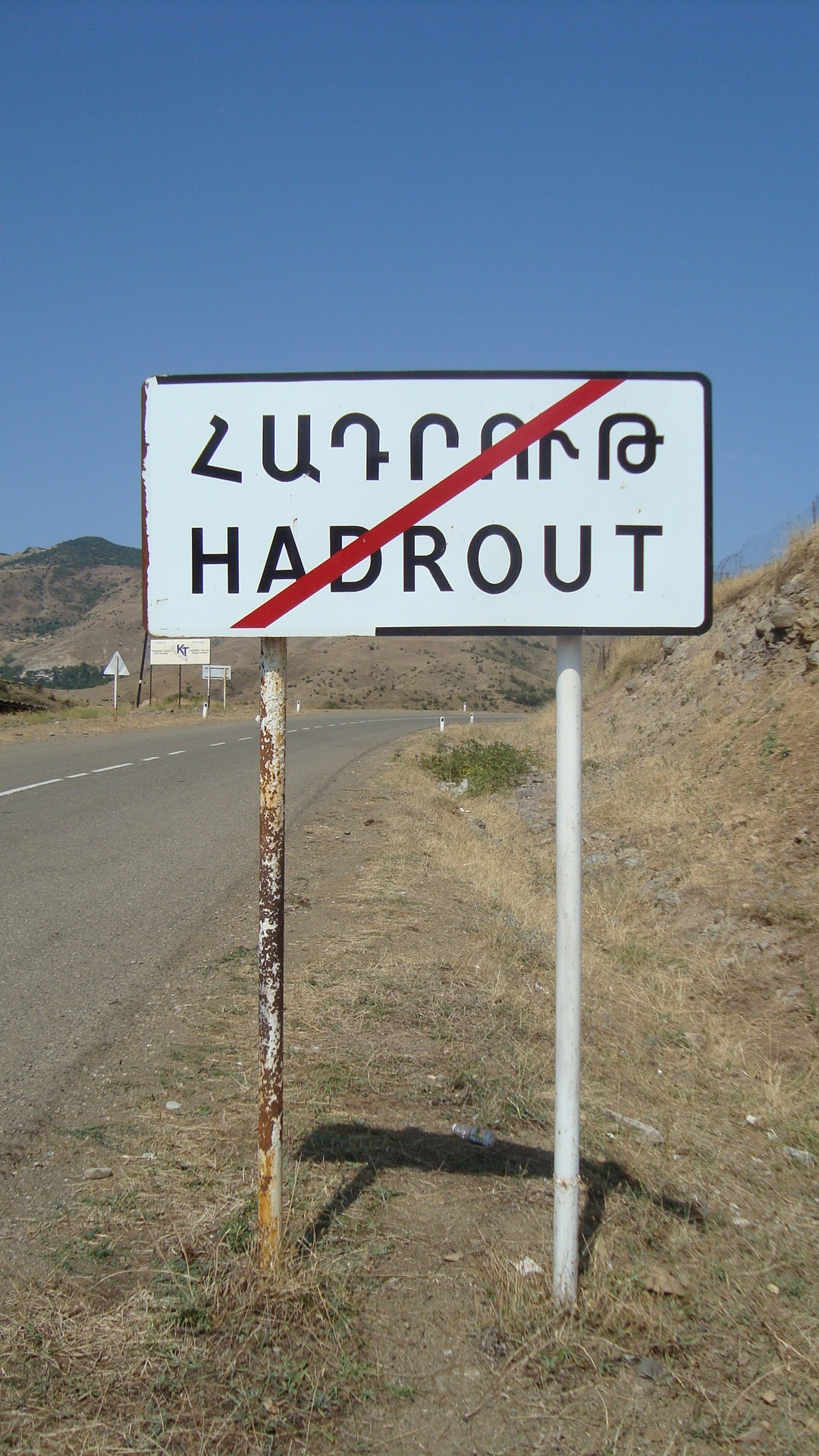
Tabliczka z nazwą miasta
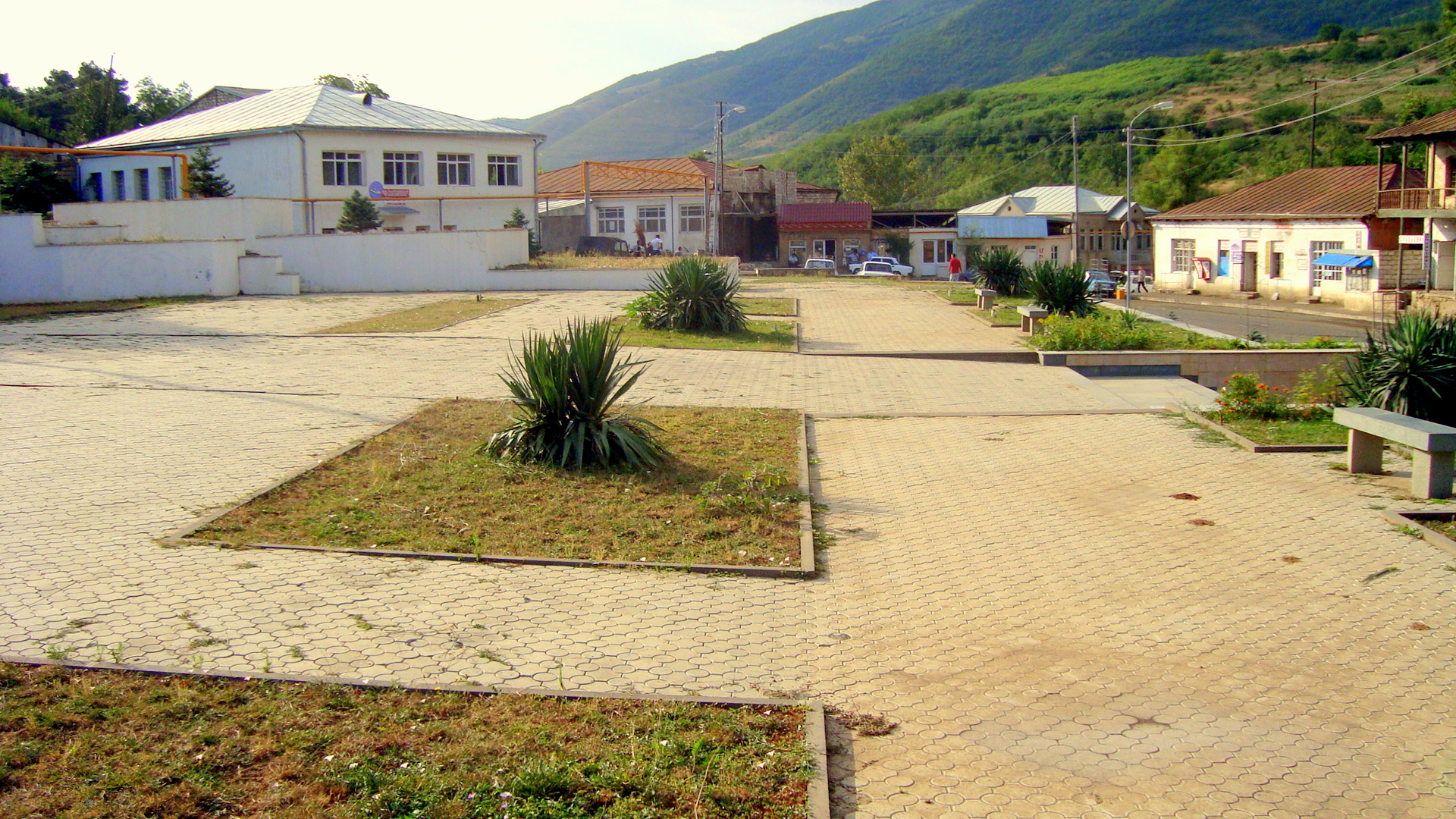
Główny plac w centrum
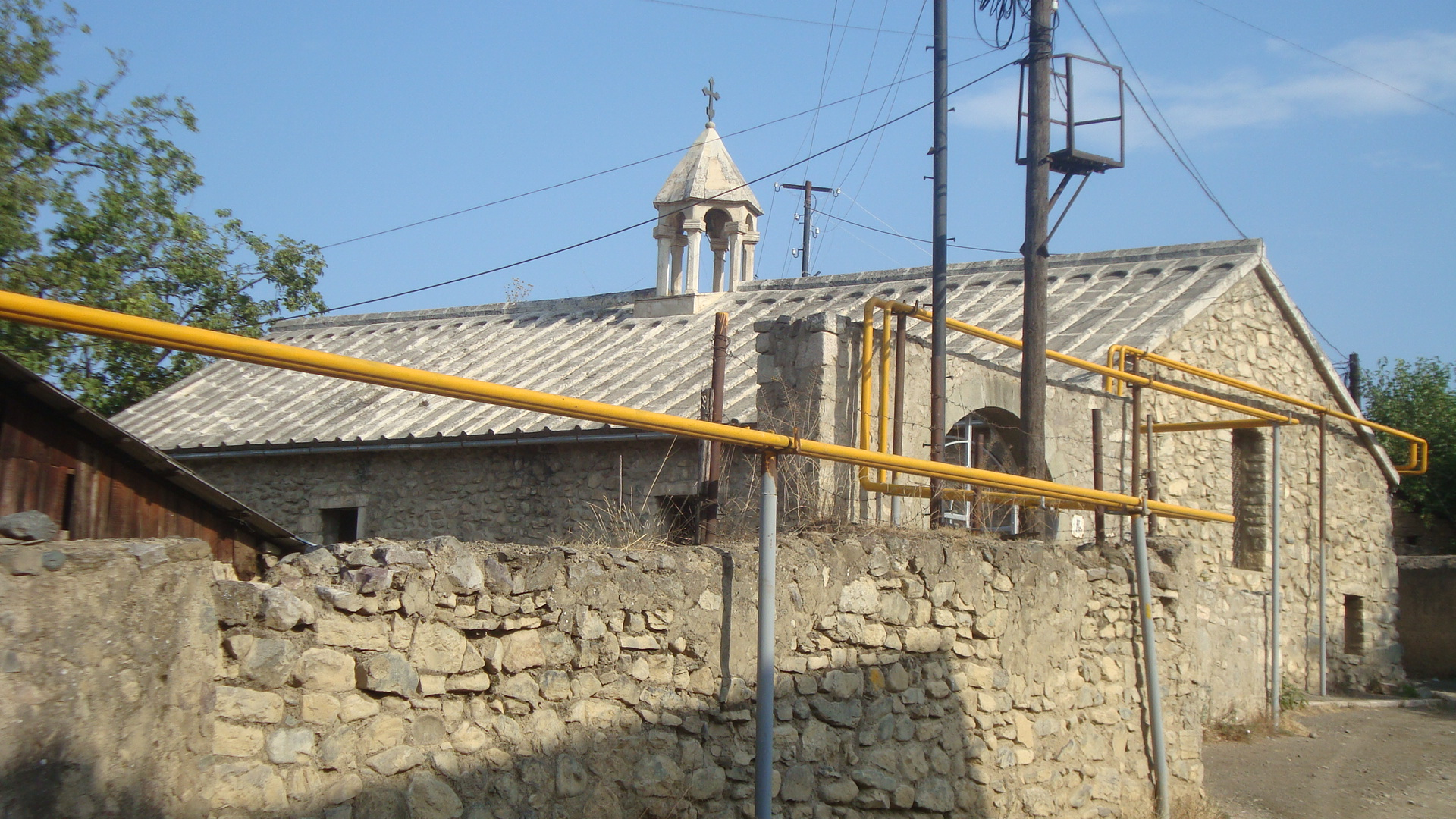
Kościół
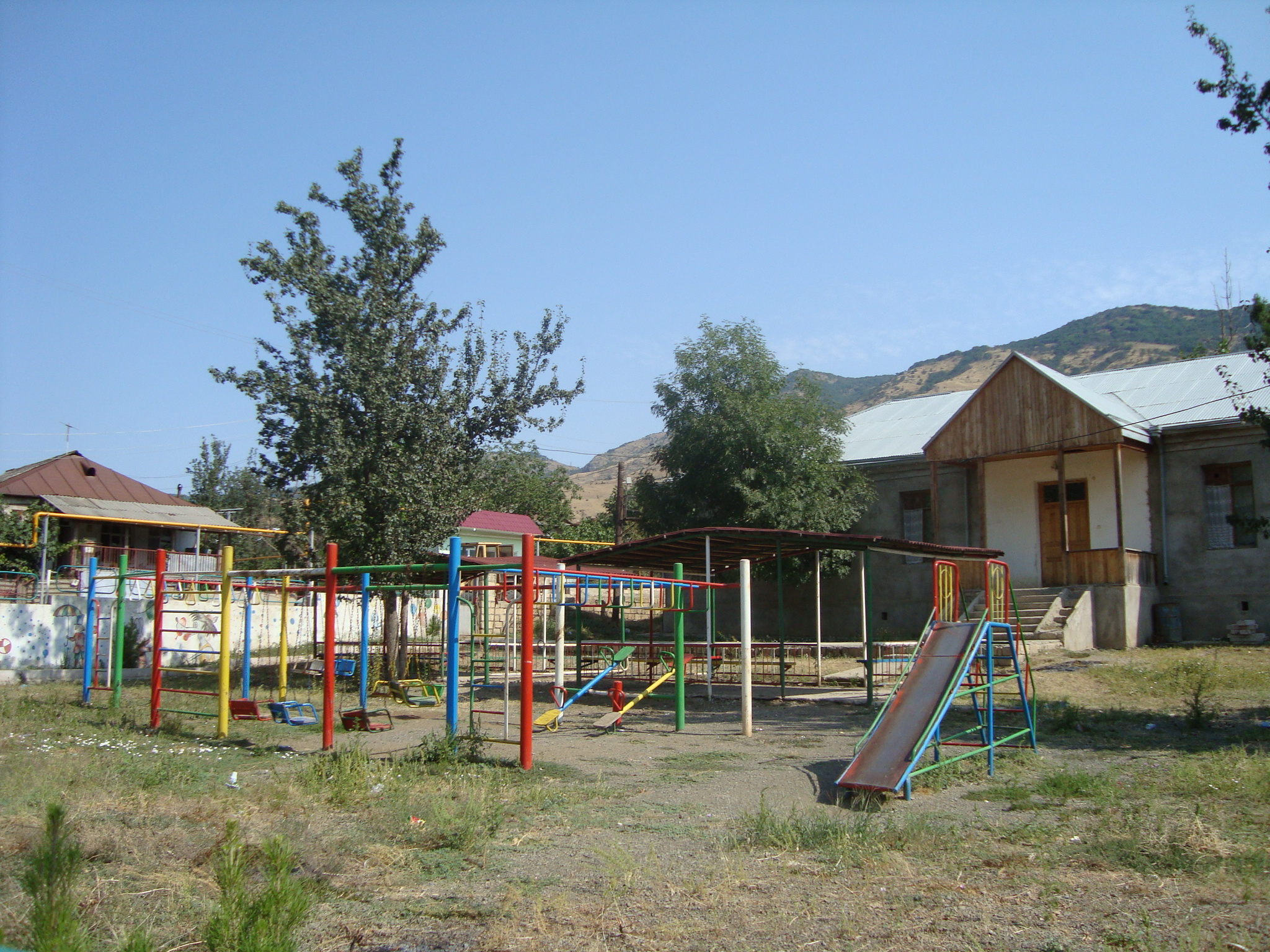
Plac zabaw
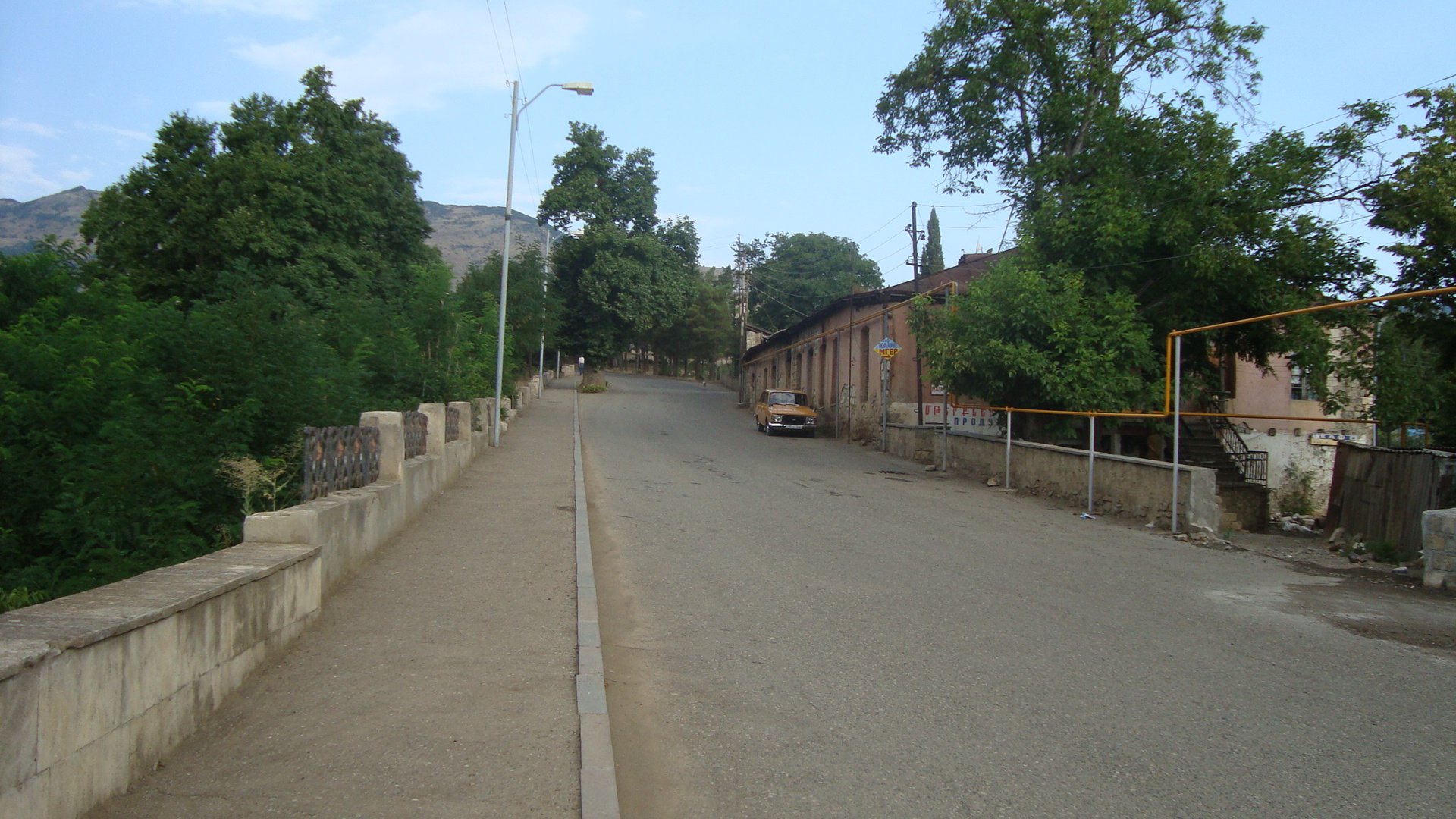
Ulica w mieście